# Szociáldemokraták (Írország)
A Szociáldemokraták (írül: Na Daonlathaithe Sóisialta) egy balközép, szociáldemokrata párt Írországban. 2015. július 15-én alapította három független képviselő, Catherine Murphy és Róisín Shortall, valamint Stephen Donnelly indította el, és Murphy és Shortall vezeti. A Szociáldemokraták európapárti és támogatja a skandináv jóléti modell mintájára történő hasonlő rendszer kiépítését.

## Fordítás
Ez a szócikk részben vagy egészben  a   Social Democrats (Ireland) című angol Wikipédia-szócikk ezen változatának fordításán alapul.  Az eredeti cikk szerkesztőit annak laptörténete sorolja fel. Ez a jelzés csupán a megfogalmazás eredetét és a szerzői jogokat jelzi, nem szolgál a cikkben szereplő információk forrásmegjelöléseként.